# Liste der Biografien/Were
Liste der Biografien |
Portal Biografien |
Personensuche
# |
A |
B |
C |
D |
E |
F |
G |
H |
I |
J |
K |
L |
M |
N |
O |
P |
Q |
R |
S |
T |
U |
V |
W |
X |
Y |
Z |
?
 
Wa |
Wc |
Wd |
We |
Wh |
Wi |
Wj |
Wl |
Wn |
Wo |
Wr |
Ws |
Wt |
Wu |
Ww |
Wy |
Wz
 
Wea |
Web |
Wec |
Wed |
Wee |
Wef |
Weg |
Weh |
Wei |
Wej |
Wek |
Wel |
Wem |
Wen |
Weo |
Wep |
Wer |
Wes |
Wet |
Weu |
Wev |
Wew |
Wex |
Wey |
Wez
 
Wera |
Werb |
Werc |
Werd |
Were |
Werf |
Werg |
Werh |
Weri |
Werj |
Werk |
Werl |
Werm |
Wern |
Wero |
Werp |
Werr |
Wers |
Wert |
Weru |
Werv |
Werw |
Wery |
Werz
Die Liste der Biografien führt alle Personen auf, die in der deutschsprachigen Wikipedia einen Artikel haben. Dieses ist eine Teilliste mit 38 Einträgen von Personen, deren Namen mit den Buchstaben „Were“ beginnt.

## Were
- Were, Paul (* 1991), kenianischer Fußballspieler

### Werea
- Wereat, John († 1799), englisch-amerikanischer Politiker und Gouverneur von Georgia (1779–1780)

### Wered
- Weredjuk, Wolodymyr (* 1993), ukrainischer Skispringer

### Weref
- Werefkin, Marianne von (1860–1938), russische Malerin des Expressionismus

### Werek
- Werek, Ethan (* 1991), chinesisch-kanadischer Eishockeyspieler
- Wereko-Brobby, Charles (* 1953), ghanaischer Ingenieurwissenschaftler, Diplomat, Politiker, Parteigründer (UGM) und Präsidentschaftskandidat 2000

### Werel
- Wereld, Cees van der (* 1955), niederländischer Radrennfahrer

### Weren
- Werenberg, Bernhard (1577–1643), deutscher Pädagoge und Philosoph
- Werenfels, Peter (1627–1703), Schweizer reformierter Theologe
- Werenfels, Samuel (1657–1740), reformierter Theologe
- Werenfels, Samuel (1720–1800), Schweizer Barockarchitekt
- Werenfels, Stina (* 1964), Schweizer Filmemacherin
- Werenfried († 760), Missionar und Heiliger
- Werenka, Brad (* 1969), kanadischer Eishockeyspieler und -trainer
- Werenka, Darcy (* 1973), österreichisch-kanadischer Eishockeyspieler
- Werenoi (1994–2025), französischer RapperWerenoi (1994–2025)

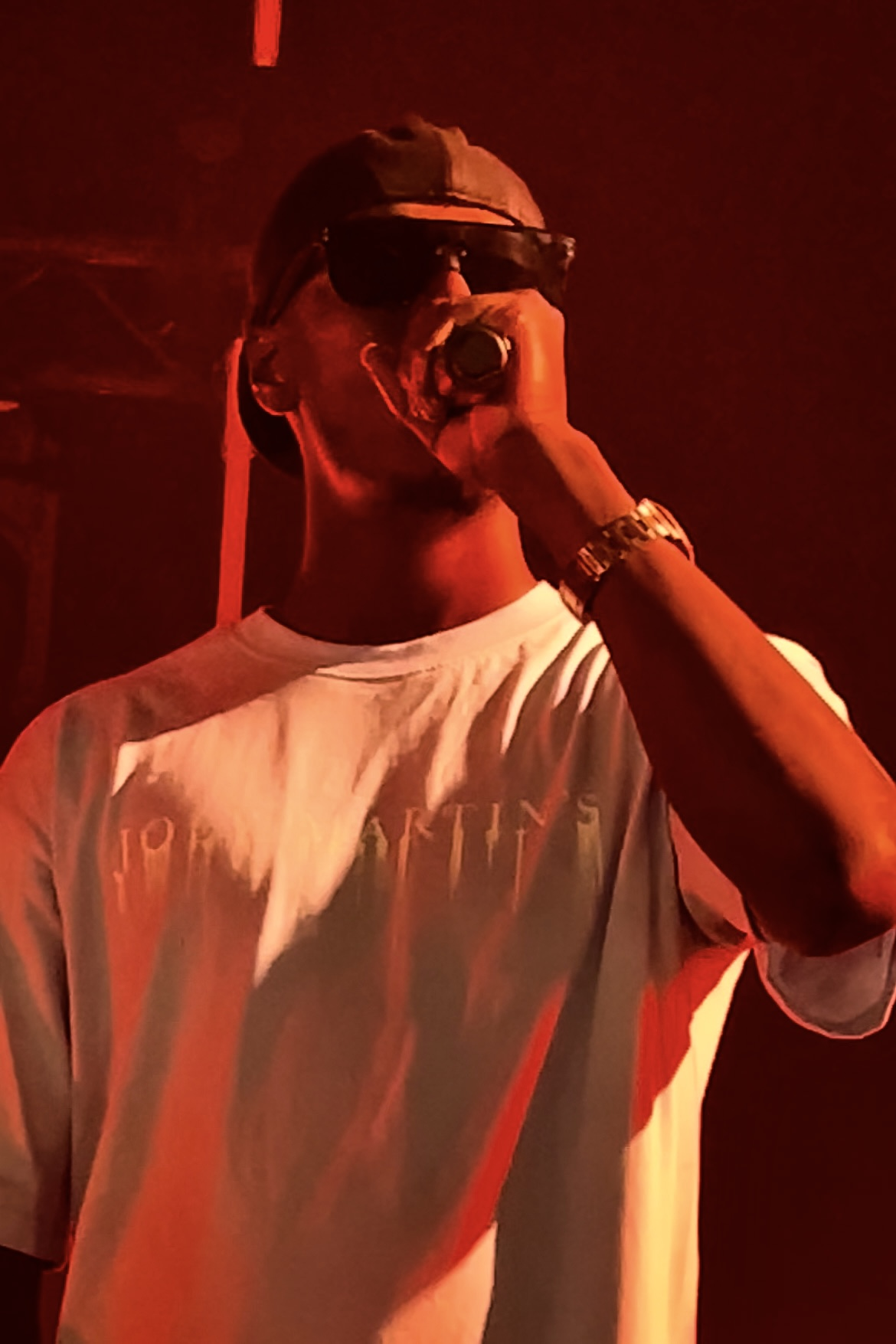
Werenoi (1994–2025)

- Werenski, Zach (* 1997), US-amerikanischer Eishockeyspieler
- Werenskiold, Dagfin (1892–1977), norwegischer Maler und Bildhauer
- Werenskiold, Erik (1855–1938), norwegischer Maler und Zeichner
- Werenskiold, Werner (1883–1961), norwegischer Geologe und Geograph
- Werenwag, Georg von († 1509), deutscher Adliger und Vogt
- Werenzo, Gerhard († 1328), Domdechant und Domherr in Münster
- Werenzo, Hermann, Domherr in Münster
- Werenzo, Johannes († 1267), Domdechant und Domherr in Münster

### Weres
- Weres, Hanna (1928–2003), ukrainische Weberin und Stickerin
- Weresch, Hans (1902–1986), rumäniendeutscher Lehrer, Forscher und Kulturpolitiker
- Wereschtschagin, Gleb Jurjewitsch (1889–1944), russisch-sowjetischer Geograph und Limnologe
- Wereschtschagin, Leonid Fjodorowitsch (1909–1977), ukrainisch-russischer Physiker, Chemiker und Hochschullehrer
- Wereschtschagin, Lukjan Alexejewitsch (1672–1713), russischer Schiffbauer
- Wereschtschagin, Pjotr Petrowitsch († 1886), russischer Maler
- Wereschtschagin, Wassili Wassiljewitsch (1842–1904), russischer SchlachtenmalerWassili Wassiljewitsch Wereschtschagin (1842–1904)

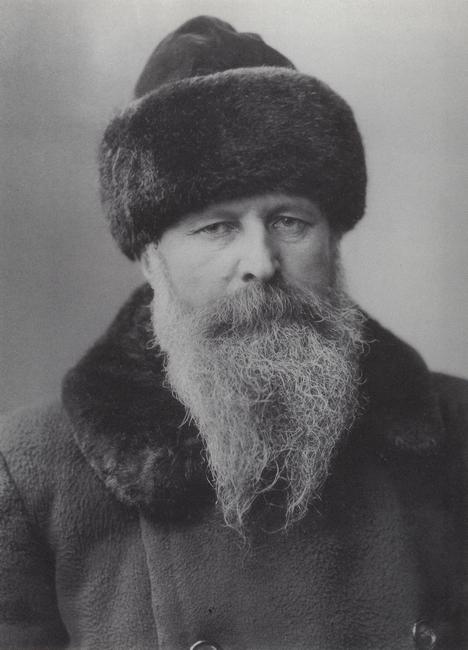
Wassili Wassiljewitsch Wereschtschagin (1842–1904)

- Wereschtschetin, Wladlen Stepanowitsch (1932–2024), russischer Jurist
- Wereschtschuk, Iryna (* 1979), ukrainische Politikerin
- Weressai, Ostap (1803–1890), ukrainischer Musiker
- Weressajew, Wikenti Wikentjewitsch (1867–1945), russischer Arzt und Schriftsteller

### Weret
- Wereta, Fikrte (* 2000), äthiopische Langstreckenläuferin
- Weretennikow, Michail (1946–2024), sowjetischer Skispringer
- Weretennikow, Oleg Alexandrowitsch (* 1970), russischer Fußballspieler